# Miles M.14 Magister
Le Miles Magister est un avion d'entraînement biplace en tandem construit par Miles Aircraft (en) pour la Royal Air Force (RAF) et la Fleet Air Arm. Affectueusement surnommé « Maggie », le Magister est dérivé des avions civils Hawk Major et Hawk Trainer (en). C'est le premier monoplan conçu spécifiquement comme avion d'entraînement pour la RAF. Étant de type monoplan à aile basse, le Magister était un excellent avion de transition pour les futurs pilotes de Spitfire et de Hurricane.

## Conception

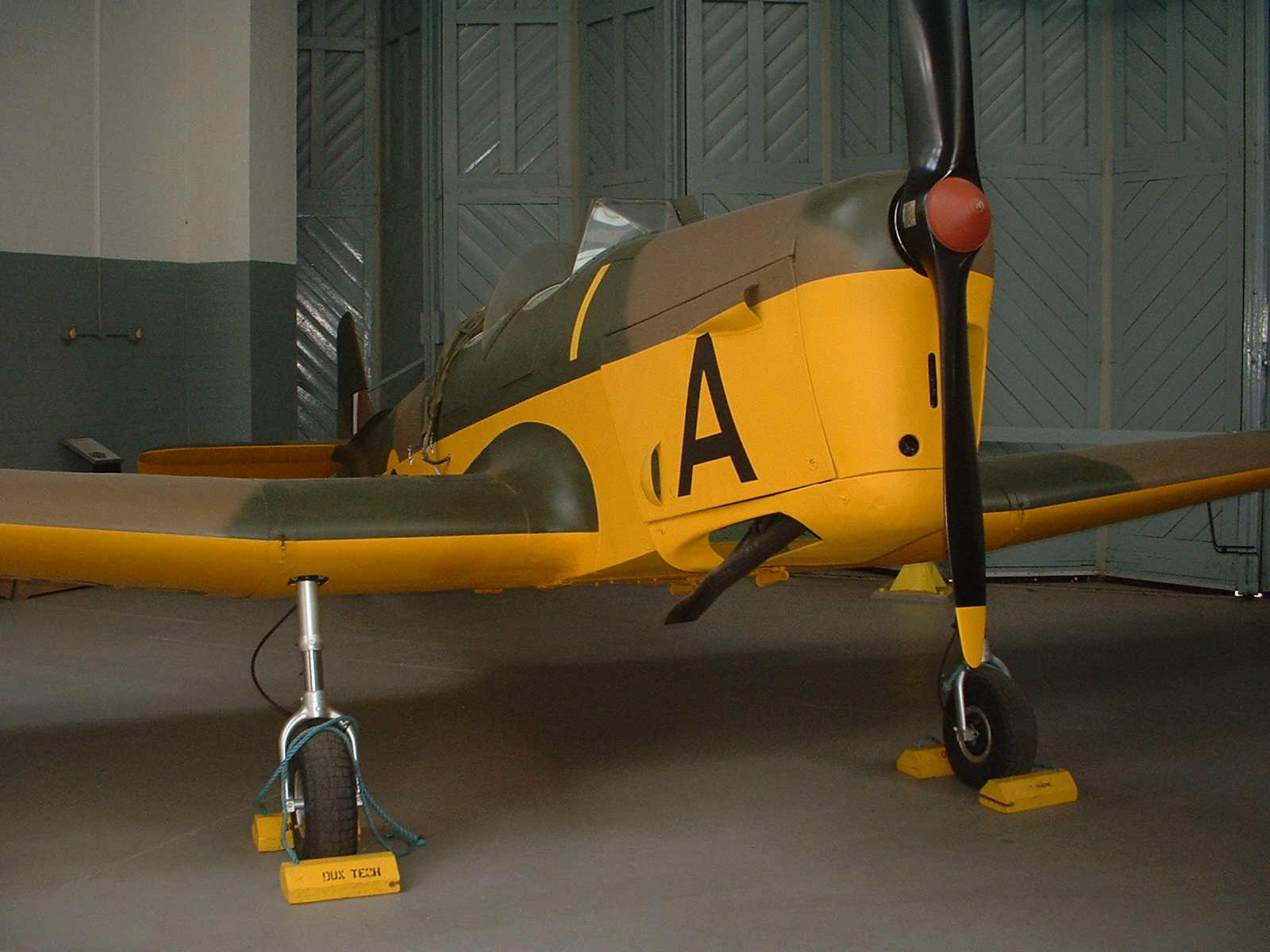
Miles Magister à l'Imperial War Museum de Duxford.

Le Magister fut conçu afin de répondre aux spécifications T.40/36P émises par le ministère de l'air britannique (Air Ministry) en 1936 et effectua son premier vol en mars 1937. Il s'agissait d'un monoplan à ailes cantilever, avec des postes de pilotage ouverts et une structure en pin recouverte de contreplaqué. La section centrale de l'aile ne présentait pas de dièdre et avait une corde constante, tandis que les sections externes étaient dotées d'un dièdre positif et s'affinaient vers les saumons d'aile. L'appareil était équipé de volets. Le prototype M.14 initial fut suivi du M.14A de série, doté d'une gouverne de direction plus haute et de dispositifs anti-vrille sur le fuselage arrière.
Malgré le grand nombre d'appareils construits, les colles utilisées dans la réalisation de l'appareil n'ont pas résisté au temps et seul un appareil reste en état de vol en Grande-Bretagne en 2007, ainsi que quelques autres appareils désignés Hawk Trainer.

## Histoire opérationnelle

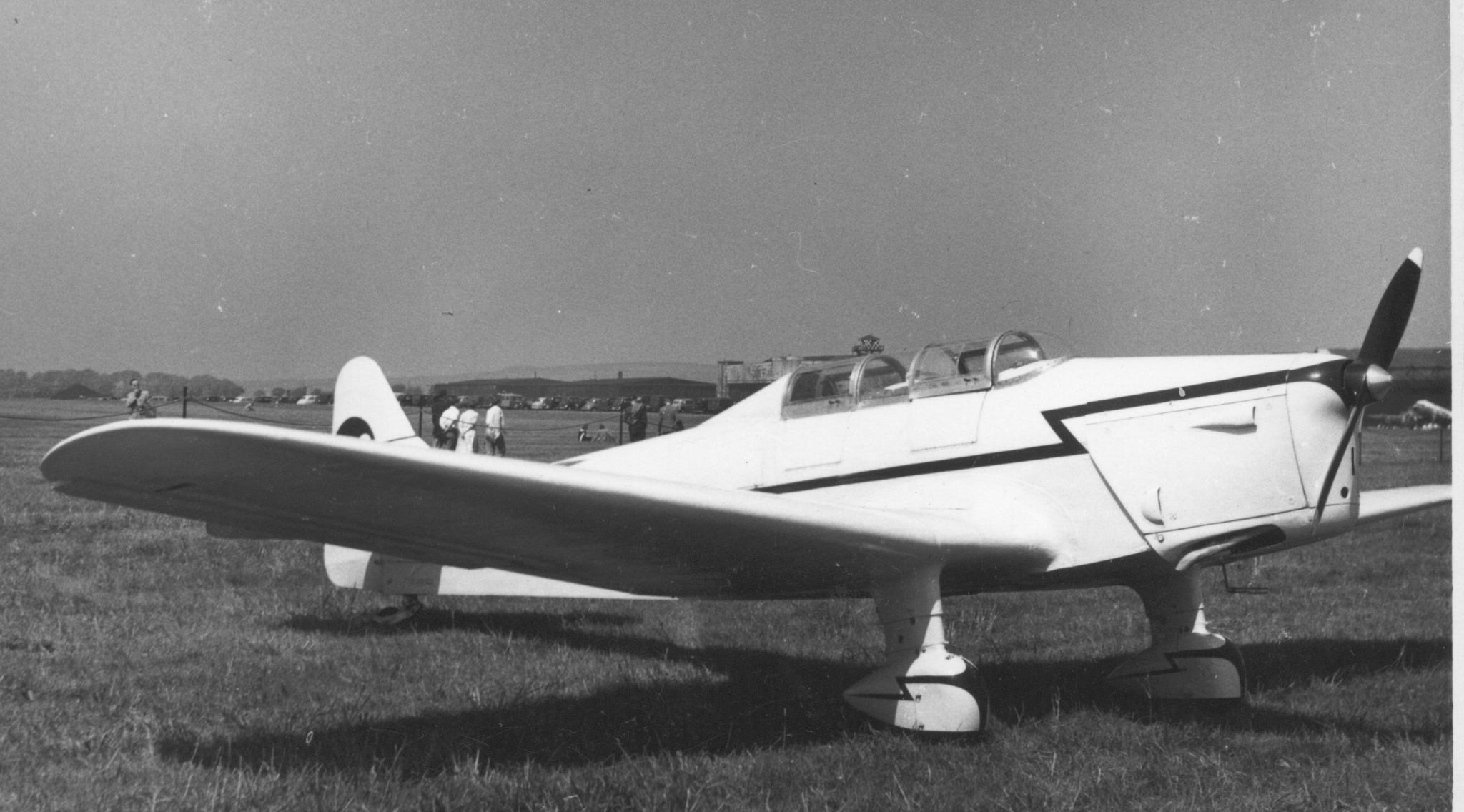
Hawk Trainer à l'aéroport de Leeds en mai 1955.

La production démarra en octobre 1937 et au début de la Seconde Guerre mondiale, plus de 700 Magister étaient en service dans les écoles de pilotage de la RAF. De nombreux Hawk Trainer civils furent également réquisitionnés par la RAF et utilisés dans ces écoles. La production du Magister se poursuivit jusqu'en 1941, alors que 1 203 appareils avaient été construits par Miles ainsi que 100 appareils produits sous licence en Turquie.
Après la guerre, de nombreux Magister furent convertis en avions civils et re-désignés Hawk Trainer III. La course King's Cup Air Race de 1950, à laquelle participèrent 8 Hawk Trainer III, fut remportée par E. Day dans une version à cabine modifiée à une vitesse de 223 km/h. Au moins deux autres appareils furent modifiés de la sorte. En 2009, 10 Hawk Trainer III sont inscrits sur le registre britannique, dont plusieurs sont en état de vol.

## Versions

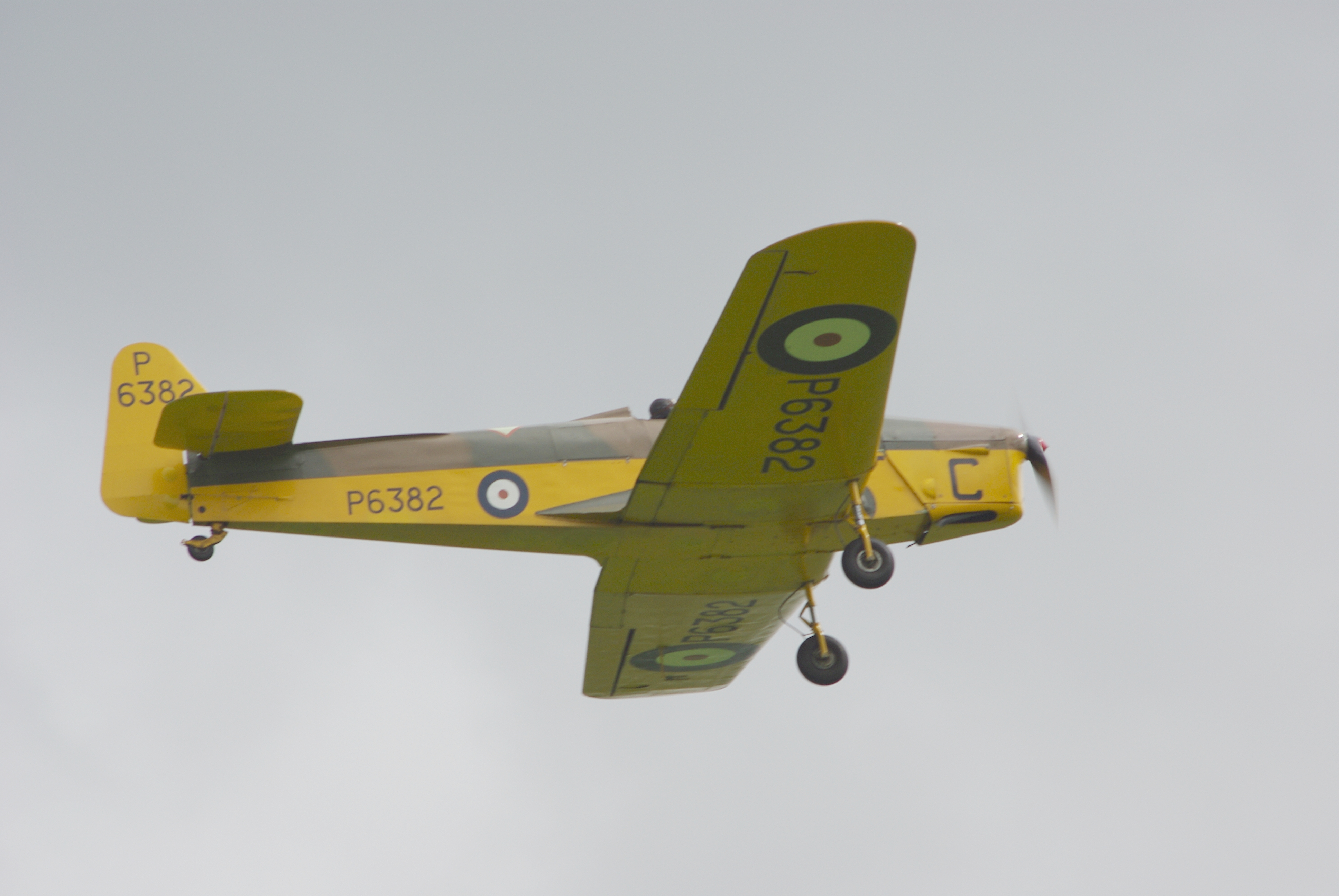
Magister I du Shuttleworth Trust en 2008.

- Miles M.14 Magister / Hawk Trainer III : première version de production.
- Miles M.14A Magister I / Hawk Trainer III : version de production améliorée.
- Miles M.14B Magister II / Hawk Trainer II : version modifiée et améliorée, motorisée par un moteur Blackburn Cirrus II de 135 ch.

## Utilisateurs
Australie
- Force aérienne royale australienne[2] - Un appareil.

 Canada
Aviation royale canadienne
 Égypte
- Armée de l'air égyptienne[2]
- Armée de l'air égyptienne[2] - 42 appareils.

 Belgique
- Belgian Air Force - Un appareil utilisé de 1946 à 1948.

 Estonie
- Force aérienne estonienne[2] - Un appareil.

 Irlande
- Corps aérien irlandais[3] - 27 appareils de 1939 à 1952.

 Lettonie
- Force aérienne lettonne[2]

Malaya
- Malayan Volunteer Air Force[2]

 Nouvelle-Zélande
- Force aérienne royale néo-zélandaise[2] - 2 appareils.
  - No. 1 Squadron RNZAF (en)
  - No. 42 Squadron RNZAF (en)

 Portugal
- Force aérienne portugaise[2] - 10 appareils.

 Afrique du Sud
- Force aérienne sud-africaine[2]

 Turquie
 Thaïlande
- Force aérienne royale thaïlandaise[2]
- Marine royale[2]

 Royaume-Uni
- Fleet Air Arm
- Royal Air Force[2]
  - No. 24 Squadron RAF (en)
  - No. 81 Squadron RAF
  - No. 173 Squadron RAF (en)
  - No. 267 Squadron RAF (en)